# Isabella 2. af Jerusalem
Isabella 2. (1212 – 25. april 1228), også kendt som Yolande af Brienne, var en prinsesse af fransk oprindelse, der var regerende dronning af Jerusalem 1212-28. Gennem sit ægteskab med Frederik 2. var hun også dronning af Sicilien og tysk-romersk kejserinde 1225-28.

## Dronning som spæd
Isabella 2. blev født i Andria i det syditalienske Kongeriget Sicilien. Hun var det eneste barn af Maria af Montferrat, dronningen af Jerusalem og Johan af Brienne. Maria var datter af dronning Isabella 1. af Jerusalem og hendes anden mand Konrad af Montferrat, og efter sin mors død arvede hun Kongeriget Jerusalem.
Maria døde kort efter fødslen af Isabella 2. i 1212 muligvis af barselsfeber. Derfor blev Isabella 2. udråbt til dronning af Jerusalem, da hun blot var få dage gammel. Fordi hendes far Johan ikke havde et direkte krav på tronen, regerede han som regent.

## Ægteskab med Frederik 2.
Under et møde mellem Johan af Brienne, pave Honorius 3. og Frederik 2. i byen Ferentino i 1223 blev Isabellas skæbne afgjort: Frederik indvilligede endelig i at drage på korstog, men kun som den legitime konge af Jerusalem, og dette var kun muligt, hvis han ville tage den unge dronning Isabella 2. som sin hustru (på dette tidspunkt var Frederik enkemand). Dette hele blev planlagt af paven, som ved denne bånd håbede at knytte kejseren fast til Det 6. korstog. Forlovelsen blev bekræftet, men kejseren forsinkede stadig sin afrejse indtil august 1225, hvor han og Isabella blev gift ved stedfortræder i Akko.  Få dage senere blev Isabella 2. kronet som dronning af Jerusalem.
Isabella ankom til Italien med tyve gallejer sendt af Frederik 2. for at bringe hende til sin far og blive personligt gift med Frederik 2. i katedralen i Brindisi den 9. november 1225. Under ceremonien erklærede Frederik sig for konge af Jerusalem og sørgede straks for, at hans nye svigerfar Johan af Brienne, den nuværende regent af Jerusalem, blev frataget sin magt, og hans rettigheder overført til ham. De samtidige krøniker beskriver de eksotiske bryllupsfestligheder, der fandt sted i Oria Borgen, og den oprørske reaktion fra hendes far Johan af Brienne, der nu havde mistet sin kongelige autoritet.

## Død
Efter brylluppet blev Isabella holdt afsondret af sin mand i Palermo. I en alder af 14 år fødte hun i november 1226 sit første barn, en datter (kaldet Margrete i nogle kilder). Det spæde barnet døde i august 1227. Isabella døde den 4. maj efter at have født sit andet barn, en søn, Konrad 2., i Andria, Bari, den 25. april 1228. Hun blev begravet i Katedralen i Andria.